# هرمروده
هرمروده (به آلمانی: Hermerode) یک منطقهٔ مسکونی در آلمان است که در مانزفیلد واقع شده‌است. هرمروده ۱۲۷ نفر جمعیت دارد.